# 劉綸
劉綸（1711年11月7日—1773年8月11日，康熙五十年九月廿七日－乾隆三十八年六月廿三日），字如叔，又字眘涵、宸翰、慎涵、慎翰，號繩菴，又號繩庵、春涵，江蘇省常州府武進縣（今屬常州市）人，清朝政治人物、詩人、詞人，官至太子太保文淵閣大學士。谥文定。

## 生平

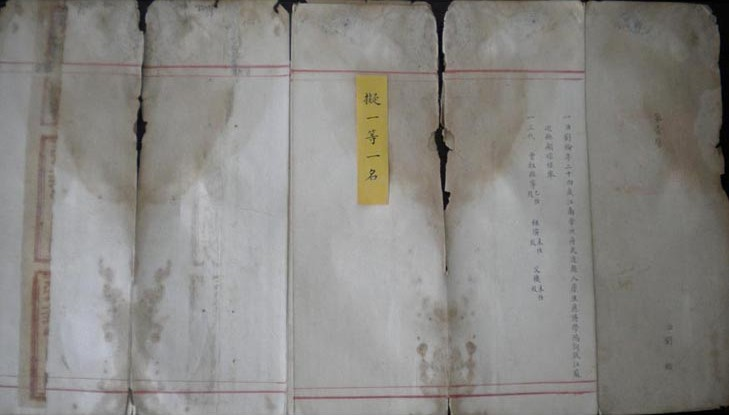
乾隆元年博學鴻詞特科劉綸的試卷

劉綸自幼聰穎，六歲能作文，年齡稍長即學習古文辭。少年時獲選為廩生。
乾隆元年（1736年）以舉博學鴻詞科，乾隆帝親拔為第一，授翰林院編修。乾隆二年（1737年），以編修充殿試掌卷官、實錄館修纂，預修世宗實錄。四年（1739年），以編修充會試同考官。五年（1740年），升翰林院侍講。六年（1741年），以翰林院侍講充日講起居注官，兼充文穎館修纂，陝西鄉試正考官。
同年，授太常寺少卿。乾隆七年（1742年），改通政使司右通政，尋改任左通政。八年（1743年）四月十二日，升太僕寺卿。九年（1744年），以太僕寺卿在內閣批本處行走。五月，奏請選派堂官查看關外牧廠馬匹養殖情形。十年（1745年）四月初二日，改大理寺卿。四月二十五日，充乙丑科殿試讀卷官。六月，奉派稽查左翼宗學。十一年（1746年）十二月十九日，遷內閣學士兼禮部侍郎銜。十二年（1747年），以內閣學士充《詞林典故》總裁。三月，劉綸陳述自己未盡職之處，奏請罷斥並舉薦賢能者代替自己，上諭戶部：劉綸簡任學士、照舊供職。秋季，乾隆帝扈蹕木蘭，奏〈秋郊大獵〉、〈哨鹿〉二賦，稱旨。十三年（1748年）三月初六日，以內閣學士充戊辰科會試知貢舉；因禮部未將回避試卷清冊一併進呈，劉綸與四位監試監察御史彈劾違誤官員，奏請交部察議。。九月十三日，充武會試正考官。十四年（1749年），以內閣學士充續文獻通考館副考官。九月初五日，署理兵部右侍郎、入直南書房。十一月初六日，遷禮部右侍郎。十二月初七日，遷工部右侍郎。
乾隆十五年（1750年）正月十八日，以工部右侍郎入值軍機大臣。充國史館、平定金川方略館副總裁。時有流民出塞定居耕作於土默特地區，貝子哈木噶巴雅斯朗圖不按原先議定的年限，想掠取農民，強遷到自己土地，乾隆帝命劉綸偕同侍讀學士麒麟保前往勘理；六月，奏言：「出口民價典旗地，應遵原議三年、五年限外撤還原主。其领地耕種為佃戶，受雇力作為傭工，皆浮寄謀生，初無占地意，應許力耕餬口。至領地墾荒，積累辛勤，始得成熟，不同價典，年滿先還原主。所需自種地有贏，仍給種以償前勞。木頭城、三座塔居人稠密，許照常居住。設三座塔巡檢一，資彈壓。」寬緩期限，以利居民耕作、受僱，不互相爭奪，解決糾紛。十六年（1751年），充詩經館副總裁。九月初九日，丁父憂去職。
乾隆十八年（1753年）八月十一日，服滿補授戶部右侍郎，仍入值軍機處。十九年（1754年），充經筵講官。四月，奏報籌辦隨從御駕前往熱河需用車輛等事宜。十月二十三日，清軍大舉西征準噶爾，改以戶部左侍郎兼順天府府尹，統籌辦理供應車馬、軍需、輜重、後勤，一切縝密無誤，不擾民。順天府辦公慣例，治中、通判不署名，於是冗案積壓廢弛；劉綸疏請以錢穀事項屬治中管理，訟獄事項屬通判管理，先署案牘再呈報府尹批准。二十年（1755年），準噶爾平定，有功，得到議敘。充平定準噶爾方略館副總裁。浙江按察使富勒渾彈劾浙江巡撫鄂樂舜授意布政使同德勒令攤派商銀，乾隆帝命劉綸前往浙江偕同兩江總督尹繼善等會審。二十一年（1756年），覆奏鄂樂舜收受銀兩屬實，擬定絞監候，同德不知情，富勒渾誣劾，擬杖刑及流刑。乾隆帝認為富勒渾參劾款項已得證實，不應議罪，譴責劉綸等執法失當，經吏部議處革職，四月二十六日，乾隆帝諭從寬留任，但罷軍機大臣，仍以戶部左侍郎兼管順天府尹事。二十二年（1757年），五月九日，充殿試讀卷官。六月二十四日，充任教習庶吉士。十二月，奏請在京師的各衙門發交大興縣、宛平縣辦理之事件行文知會順天府尹衙門備案備查。二十三年（1758年）正月二十五日，再度以戶部左侍郎入值軍機大臣。冬季，在大興縣、宛平縣、五城賑濟發放銀兩、米糧予孤寡、貧民。二十四年（1759年）二月，會同傅恆、來保、劉統勳、納延泰等人覆審前通判白瑛額藐法營私案，以絞監候定讞具奏。六月，奏報直隸薊州、寶坻縣等處蝗蟲萌發，州縣官事務繁雜，未能密集督捕；請求飭令千總、外委與佐雜分頭捕蟲，參將偕同監司巡察勤惰，獲准。閏六月二十九日，升都察院左都御史，仍值軍機大臣。二十五年（1760年）八月初六日，充任順天鄉試正考官。偕同侍郎伊祿順赴西安勘察將軍嵩阿禮克扣兵粮、勒索餽送賄銀等事項，審訊證實，依律論罪。二十六年（1761年）四月二十日，充任辛巳科殿試讀卷官。五月初四日，調任兵部尚書。六月二十一日，充任教習庶吉士。賜紫禁城騎馬。二十八年（1763年）四月二十日，充任癸未科殿試讀卷官。五月十八日，調任戶部尚書，奏准湖北寶武局鑄造銅錢暫買漢銅配用。五月三十日，充任教習庶吉士。六月，奏報一至三月戶部各司處已辦理完結、未完結事項；奏報查核北新關徵收錢糧數目；奏請撤換左翼監督。六月十六日，授協辦大學士，加太子太保、賜紅絨結頂貂冠。二十九年（1764年）九月十七日，兼署刑部尚書。三十年（1765年）正月初七日，因丁母憂去職。
乾隆三十二年（1767年）三月十八日，服闕，補授吏部尚書、協辦大學士。五月，再入值軍機大臣。三十三年（1768年），兼署戶部尚書，充任經筵講官，制定〈考試書吏法〉。九月，奏報發放冬季月份的八旗兵餉；發現安徽省造冊陳報倉穀數目有舛錯之處，准予限時複查更正並飭令巡撫馮鈐糾劾疏忽的官吏職稱及姓名。三十四年（1769年）三月初六日，充任丙戌科會試正考官。三十五年（1770年）八月初六日，充任順天鄉試正考官。三十六年（1771年）二月二十日，拜文淵閣大學士，兼管工部事務。三月，查核前一年貴州省貴陽府修理貢院浮報工程用銀，函令貴州巡撫李湖核減開支並追查前任巡撫、布政使。四月二十日，充辛卯科殿試讀卷官，充國史館正總裁。五月，奏報工部製造黑龍江清軍兵丁配屬腰刀事宜。六月，奏報修理正紅旗覺羅學房舍事項。三十七年（1772年）二月，奏陳動用款項修理正白旗砲局房屋四十九間、正紅旗砲房五十四間。三月初六日，以文淵閣大學士充壬辰科會試正主考。三月，奏請指派大臣監督修繕祿米倉，奉旨選定閻循琦、德成；題報准許撥給永定河河道歲修、搶修需用物料及銀兩。四月，因工部辦理修繕正黃旗公所工程遲延，覆奏說明；奏報增添製作氈草、駝屜所需工料銀兩。四月十九日，充殿試讀卷官。充方略館、續三通館、四庫全書館正總裁。五月，奏報估價整修北新倉；酌定工部辦理工程估價定例與時限。六月，決定綏遠城休致協領空出的衙署房屋應作為公所並出租。十一月，奏請派員辦理修理興平倉事務；將通州中西二倉修理工程交派工部右侍郎德成督辦。十二月，奏報將節省剩餘的庫平銀照例歸入正項稅收中；奏陳回覆蕪湖關徵收稅銀盈餘事宜。
乾隆三十八年（1773年）春季，劉綸染病，仍勉強上朝辦公，乾隆帝命其休假養病，派太醫診治，賜人蔘、藥劑。六月二十三日，卒於任上，年六十三歲。去世時，乾隆帝正駐蹕於熱河，降旨痛悼，賞銀一千兩辦理喪事，派皇十二子貝勒永璂帶侍衛十員，祭奠茶酒、諭祭、諭葬、加贈太子太傅、入祀賢良祠，賜諡文定。有誥命二道、上諭一道、諭祭文一道、諭祭碑文一道，國史館立傳。紀昀為劉綸作墓誌銘。
乾隆四十五年（1780年），乾隆帝第五次南巡，命太僕寺卿倪承寬至劉綸祠奠酒賜祭。

## 軼事
- 劉綸最为后人流传至盛的惜缘福道之人生哲学：“惜衣惜食非为惜财缘惜福，求名求利须知求己莫求人”[29]
- 性情至為孝順，父母死後服喪三年間不食酒肉。
- 劉綸與劉統勳同入軍機輔政，時有「南劉東劉」之稱。器度端凝，不表現喜怒。出入皇宮殿門，進退舉止不逾規矩。任官期間獲悉的政事，既不遺忘也能保密。
- 自從任工部侍郎歸鄉時買了數楹寬的小屋。做官二十餘年，房舍從未擴建一磚半瓦，衣履破舊也不改作新衣，只有上朝時穿著盛服。乾隆帝贊揚他「清節彌昭，文枋頻持，植品端醇」。
- 《嘯亭雜錄》載：張廷玉喜歡劉綸文章的穎銳，又讀劉綸的詩，讀到「可能相對語關關」句，說：「真奇才也。」因而拔擢為第一名。其後官至宰相，清朝前中期的漢人內閣大臣不由進士出身的，僅劉綸一人。[30]
- 《國朝先正事略》：典試十餘次，所取中之士在當時都有名聲。
- 劉綸的文風，「浸淫六朝而根柢漢魏，千變萬沴涵於一源」，詩則特別推崇高啟，自言「能入唐人門閾」。
- 乾隆元年，博學宏詞廷試題目為「五六天地之中合」，其他考生多不了解意思，唯獨劉綸振筆疾書，張廷玉特意斜眼看劉綸考卷，對眾人朗讀，其他人才得題解。沈德潛也是應試考生，出來之後對人說：「吾輩頭顱如許，乃不如一少年，愧死矣！」
- 入仕早期與袁枚、秦大士同受尹繼善提拔[31]。
- 劉綸少時家貧，曾到斷糧的程度。曾經拿竹煙筒向鄰居乞取煙草，鄰人譏誚劉綸：「煙草消食，勿多吸也。」劉綸笑而接受。之後受知於尹繼善，首薦博學宏詞[30]。
- 乾隆帝賜劉綸府第於阜成門大街[32]。
- 汪由敦喜愛劉綸的才能，並且敬重其氣度，到晚年尤其與劉綸相契合。侍郎王昶充任軍機章京時曾經因重要政事繕寫奏稿，半夜拜訪劉綸，請其審閱，劉綸點起火燭，用筆圈點定稿。當時是仲冬嚴寒，劉綸招呼三個兒子準備酒肉，而廚房已空，只有白棗十餘顆能配酒，劉綸也自嘆生活清儉簡陋[33]。
- 劉綸在朝為官時，每天下直回府後，即閉門謝絕賓客，寂靜無聲，獨自端坐在書室中，與其他官紳沒有交際來往。器具簡陋蕭然，如同早年貧窮之時。[34]。
- 劉綸批閱試卷時曾說：「衡文，始難在取，繼難在去。」計較試卷分數往往到深夜，有人勸他節省勞力，劉綸說：「文之佳兄弟也，一去取閒於我甚易，獨不為士子計乎？」[35]
- 乾隆年間，常州某任知府氣燄頗鋒厲，一日，呵殿出門巡行，聽到有路人直呼其名諱，大怒，命令衙役緝捕回府衙，打入獄中。當時劉綸正在家閒居、研讀《禮記》，私下聽聞此事，正好該知府來拜謁劉綸，坐定之後，劉綸對他說：「此地愚民不諳體制，我有時外出，人皆呼我為劉綸也，亦聽之耳。」知府豁然開悟，回到府署後立刻釋放了直呼其名的路人[36]。
- 袁枚路過常州時，劉綸取八年蘭陵陳酒接待袁枚[37]。
- 袁枚紀載劉綸對「賣菊叟與擔糞人」命案之因果關係有評語：「一擔糞人，一叟，報復之巧如此，公平如此，而在局中者彼此不知，賴馬姓人冷觀歷歷。然則天下事吉凶禍福，各有來因，當無絲毫舛錯，而惜乎從旁冷觀者之無人也！」[38]
- 杭世駿最不喜歡閱讀邸報，在家鄉閒居二十年，同年有的已累官至大學士、尚書、總督，杭世駿仍不知道。乾隆三十三年，劉綸服闕，特旨以吏部尚書協辦大學士召用，路過揚州拜訪杭世駿。杭世駿見到劉綸冠服，詫異問道：「汝今何官？」劉綸說：「不敢欺，參預閣務者已數年矣。」杭世駿開玩笑說：「汝吳下少年耳，亦入閣辦事耶？」哄堂大笑，乃拜別[39]。
- 許祖京乾隆三十四年己丑會試時，試卷已經被摒棄，劉綸覆查時搜得其考卷，驚詫說：「有文若是而棄之乎？」遍示諸位考官，都歎賞其文采，即擬定為會元。但已先擬定會元的本房考官說許祖京答卷是寫「禮記」，一般稱「禮記」為孤經，孤經不可取為第一。劉綸考慮許久，於是定許祖京為第五名[40]。

## 著作
- 《繩庵內外集》二十四卷（劉繩庵內集十六卷；外集八卷）
- 總裁修纂《詞林典故》

## 家庭及關聯
劉綸為武進西營劉氏第十四世
- 祖父：劉演（1659年－1695年），康熙三十二年舉人。
- 父：劉機（1679年－1751年），郡庠生。
- 姻婭：莊存與。

### 妻妾
- 正室：許氏（1715年-1789年），敕封孺人，晉封一品夫人，累封一品太夫人。湖北宜昌府知府許仲之女。[41]
- 側室：錢氏。

### 子女
皆側室所生。
- 長子：劉圖南，乾隆四十七年舉人。
- 次子：劉躍雲（1736年－1808年），字服先，乾隆三十一年探花。
- 三子：劉召揚（1746年－1803年），國學生，乾隆南巡召試第一特賜舉人。
- 四子：劉驥稱，早卒。

- 女：適舉人湖南華容縣知縣陳賓。
- 另五女未取名早卒。